# Catherine Hannell
Catherine Hannell (* 4. Dezember 1988) ist eine ehemalige australische Leichtathletin, die sich auf den Weitsprung spezialisiert hat. In den Jahren 2014 und 2015 wurde sie Ozeanienmeisterin in dieser Disziplin.

## Sportliche Laufbahn
Erste internationale Erfahrungen sammelte Catherine Hannell im Jahr 2013, als sie bei den Ozeanienmeisterschaften in Papeete mit einer Weite von 5,44 m die Silbermedaille hinter ihrer Landsfrau Emma Knight gewann. Im Jahr darauf siegte sie mit 5,58 m bei den Ozeanienmeisterschaften in Rarotonga und auch bei den Ozeanienmeisterschaften 2015 in Cairns siegte sie mit 5,82 m. 2017 belegte sie bei den Ozeanienmeisterschaften in Suva mit 5,62 m den vierten Platz und beendete daraufhin ihre aktive sportliche Karriere im Alter von 28 Jahren.